# Grasshopper Club Zürich (Rugby Union)
Der Grasshopper Club Zürich (kurz GC oder GCZ, auch bekannt als Grasshoppers oder Hoppers) ist ein Schweizer Rugby-Union-Verein aus Zürich. Es handelt sich um eine von zwölf Sektionen des polysportiven Vereins Grasshopper Club Zürich, der vor allem für seine Fussball-Sektion bekannt ist. Die Grasshoppers spielen in der höchsten Spielklasse, der Nationalliga A. Bisher wurden sie viermal Meister und zweimal Cupsieger.
Neben dem Männerteam und mehreren Juniorenmannschaften gibt es auch ein Frauenteam namens Valkyries und je ein Siebener-Rugby-Team für Männer und Frauen.

## Geschichte
In Zürich gab es in den 1930er Jahren eine kleine Gruppe von Briten und Schweizern, die Freundschaftsspiele austrug, sich aber nach dem Zweiten Weltkrieg wieder auflöste. Rund zwei Jahrzehnte später taten sich erneut einige britische Auswanderer zusammen und gründeten 1968 den Rugby Club Zürich (RCZ). Seine Mitglieder stammten zu Beginn überwiegend aus klassischen Rugbyländern wie Südafrika, Neuseeland, Australien, Italien oder Frankreich, doch bald stiessen auch vermehrt Schweizer hinzu.
1972 gehörte der RCZ als damals einziger Verein aus der Deutschschweiz zu den Gründungsmitgliedern des Schweizerischen Rugbyverbands und war in der ersten Meisterschaftssaison 1972/73 sogleich in der höchsten Spielklasse vertreten. Er konnte gegen die starke Konkurrenz aus der Romandie zunächst wenig ausrichten und stieg 1975 in die Nationalliga B ab. 1981 gelang der Wiederaufstieg. Nach drei Saisons in der Nationalliga A folgte 1984 erneut der Abstieg. Ab 1989 war der RCZ eine typische Liftmannschaft und wechselte jede Saison zwischen den beiden Spielklassen hin und her. Erst 1995 gelang eine Stabilisierung; danach gehörte er dauerhaft der Nationalliga A an. Den ersten bedeutenden Erfolg konnte er in der verkürzten Saison 2001 mit dem ersten Rugby-Meistertitel eines Deutschschweizer Vereins feiern, 2003 kam der erste Cupsieg hinzu.
2008 beschloss der RCZ, sich als damals elfte Sektion dem Grasshopper Club Zürich anzuschliessen. Einerseits waren die Grasshoppers der Ansicht, dass Rugby hervorragend zum polysportiven Charakter ihres Vereins passen würde. Andererseits ergaben sich für die Rugbyspieler neue Möglichkeiten, insbesondere stark verbesserte Trainingsbedingungen. Das Zusammengehen machte sich nach einigen Jahren in vermehrten Erfolgen der Rugbysektion bemerkbar. Nach dem zweiten Cupsieg im Jahr 2013 folgte 2014 der zweite Meistertitel. Auch 2019 und 2023 konnten die Grasshoppers die Meisterschaft für sich entscheiden.

## Stadion
Die Rugby-Sektion der Grasshoppers trägt ihre Heimspiele wie zuvor der RC Zürich in der Sportanlage Allmend Brunau aus, die sich im Stadtkreis Wiedikon befindet. Er teilt die Anlage mit mehreren Fussballclubs sowie mit einem anderen Zürcher Rugbyverein, der Rugby Union Zurich.

## Erfolge
- Schweizer Meister: 2001, 2014, 2019, 2023
- Meister Nationalliga B: 1989
- Cupsieger: 2003, 2013